# Malis fodboldlandshold
Malis fodboldlandsholds største præstation var i 2012 hvor de kvalificerede sig til semifinalen i de Africa Cup of Nations 2012. De tabte semifinalen 0-1 til Elfenbenskysten.
Holdet hedder Ørnene (les Aigles) i folkemunde efter Malis nationalfugl. Den mest kendte spiller på holdet er Seydou Keita, der har spillet i Barcelona, men nu spiller i den kinesiske liga.